# فینال جام اتحادیه فوتبال انگلستان ۱۹۹۸
فینال جام اتحادیه فوتبال انگلستان ۱۹۹۸، رقابت پایانی جام اتحادیه فوتبال انگلستان در سال ۱۹۹۸ میلادی است که مابین دو تیم باشگاه فوتبال چلسی و باشگاه فوتبال میدلزبورو در ورزشگاه ومبلی لندن برگزار شده‌است.
این مسابقه که در تاریخ ۲۹ مارس ۱۹۹۸ انجام شده‌است با نتیجه ۲ بر ۰ به سود تیم باشگاه فوتبال چلسی به پایان رسید.